# Jerónimo Bragança
Jerónimo Bragança (Torres Vedras, 22 de dezembro de 1920 – Lisboa, 1 de dezembro de 2003) foi um autor português de música ligeira.

## Biografia
Aos 7 anos vai viver para Lisboa, e aos 16 colabora no jornal Ecos de Belém. A partir dos 21 anos, começa a ganhar prémios nos Jogos Florais da Emissora Nacional, na qual ingressa em 1952, a convite de António Ferro, e começa a desenvolver actividade no mundo da música.
Em 1955 participa no Festival da Canção em Génova e vence o primeiro prémio de Canção Latina com Olhos Verdes, intrepretado por Guilherme Kjölner. Em 1962, a convite de Vasco Morgado e com Nelson de Barros, organiza espectáculos no Teatro Monumental. Participa no 1° Festival da Canção Portuguesa que tem lugar no Cinema Império, para o qual escreve Vocês Sabem Lá, canção que lança a carreira de Maria de Fátima Bravo. Em 1965, Simone de Oliveira vence o Festival RTP da Canção de com "Sol de Inverno", com letra sua e música de Carlos Nóbrega e Sousa, com quem colaborou em várias canções.
É letrista de canções como "Vocês Sabem Lá", "Sol de Inverno", "De Degrau em Degrau", "Nostalgia" e "Corpo e Alma", com música de Carlos Nóbrega e Sousa, Joaquim Luís Gomes, Fernando de Carvalho e muitos outros compositores .
Traduziu obras teatrais de Diego Fabbri ("O Sedutor"), Marcel Achard ("A Idiota"), ou Barillet e Grédy ("A Flor do Cacto").
Durante 36 anos desempenhou funções na Emissora Nacional como coordenador de programas, regente de estúdios, chefe de serviços e chefe de departamento.
Foi co-autor, com Luís Cajão e Carlos Canelhas, do livro "Nóbrega e Sousa: uma Vida Cheia de Música", da colecção da SPA "A Obra e o Autor", editada em 1996 pela D. Quixote. 
Faleceu com 82 anos no hospital de Santa Maria em Lisboa, vítima de uma paragem cardíaca.